# Chydarteres
Chydarteres is een kevergeslacht uit de familie van de boktorren (Cerambycidae). De wetenschappelijke naam van het geslacht werd voor het eerst geldig gepubliceerd in 1985 door Hüdepohl.

## Soorten
Chydarteres omvat de volgende soorten:
- Chydarteres bicolor (Voet, 1778)
- Chydarteres costatus (Aurivillius, 1909)
- Chydarteres dimidiatus (Fabricius, 1787)
- Chydarteres formosus Galileo & Martins, 2010
- Chydarteres octolineatus (Thunberg, 1822)
- Chydarteres striatellus Hüdepohl, 1985
- Chydarteres striatus (Fabricius, 1787)
- Chydarteres strigatus (Dupont, 1836)